# Второй Финский
Второ́й Фи́нский — посёлок, влившийся в состав закрытого города Свердловска-44 (ныне Новоуральск). Как и Первый Финский посёлок, располагался на территории современного Привокзального района.

## Географическое положение
Второй Финский посёлок располагался на территории современного Привокзального района Новоуральска, на месте улиц Гастелло, Мичурина и Красногвардейского проезда. Посёлок располагался северо-западнее Первого Финского посёлка, рядом с железнодорожным вокзалом, и занимал северо-восточный склон Трубной горы.

## История
Второй Финский посёлок, как и Первый, появился уже после Великой Отечественной войны. Строительство посёлка началось в 1946 году.
Название Второго Финского посёлка, как Первого и Третьего, не связано с финнами и другими финно-угорскими народами. После окончания войны Финляндия, которая изначально воевала на стороне стран «оси», в качестве выплаты репараций поставляла в Советский Союз сборные щитовые дома. Три посёлка: Первый Зелёный, Второй Зелёный и Третий Зелёный — застраивались такими домами, в связи с чем позже получили наименования Первый Финский, Второй Финский и Третий Финский соответственно. Существовал и Четвёртый Зелёный посёлок, который не был «финским» посёлком, потому что не застраивался финскими сборными домами. Зелёным назывался и посёлок Фанерный, самый первый из посёлков будущего города.
Дома во Втором Финском посёлке были одно- и двухквартирные. У каждого дома были сарай и огород. Почти в каждом домохозяйстве имелись куры, козы, свиньи, коровы, кролики — без животноводства в условиях послевоенного времени выжить было тяжело. За крупный рогатый скот необходимо было платить налог, поэтому коров поселяне имели немного.
Многие улицы Второго Финского на сегодняшний день не сохранились. Улицы Мичурина и Гастелло — это единственные улицы посёлка, существующие и в современном городе, и притом сохранившие своё название. Улица Мичурина ранее также вела от железнодорожного вокзала в гору, но была прямой. Сейчас данная улица очень извилиста. На месте современного дома № 5 по улице Мичурина располагался конный двор, а на месте детской площадки вблизи него — кузница. По огородам домов вдоль улицы Мичурина протекала река Акулинка, которая в настоящее время убрана в трубы. Улица Гастелло проходила там же, где и сейчас, но заканчивалась на месте нынешнего роддома. На месте улиц Гастелло и Мичурина имелись несколько немецких домов, что отличало их от бо́льшей части застройки Второго Финского посёлка.
Нынешняя улица Максима Горького ранее была Станционной и уходила в Первый Финский посёлок. Параллельно Станционной проходила Подгорная улица. Она начиналась от нынешней аптеки на улице Мичурина и тянулась до улицы Гагарина (в то время Привокзальной). Недолгое время Подгорная улица называлась улицей Кагановича. С 26 февраля 1943 года до 20 декабря 1944 года Лазарь Моисеевич Каганович был наркомом путей сообщения СССР, поэтому улица рядом с железнодорожным вокзалом носила такое название. В 1957 году объявлен участником «антипартийной группы» и снят со всех постов. В том же году улицу переименовали в Подгорную. Современная Подгорная улица в городской промзоне отношения к привокзальной Подгорной не имеет.
Кольцевая улица проходила приблизительно в том же месте, где сейчас Красногвардейский проезд. Улица Молодёжи начиналась за Детской художественной школой и тянулась до территории детского сада № 22 «Надежда».
Существовали, по разным данным, два Кольцевых переулка. Многие старожилы Свердловска-44 помнили о существовании Кольцевого переулка, но о существании второго имеются сомнения. Оба переулка, предположительно, проходили вверх от Кольцевой улицы до улицы Гастелло.
В 1919 году посёлок-завод Верх-Нейвинский окончательно перешёл под контроль красных. В Верх-Нейвинской волости была установлена советская власть. В 1949 году, к 30-летию событий Гражданской войны, во Втором Финском посёлке был установлен деревянный памятник. Руководил возведением памятника начальник строительства генерал-майор И. П. Бойков. В 1957 году вместо деревянного памятника на его месте был установлен четырёхгранный бетонный обелиск с надписью: «Героям гражданской войны, павшим за Советскую власть. 1918 г.» Памятник находится у небольшого холма, который ранее назывался Станционной горкой. Перед памятником находится площадка, где ранее хотели установить пушку, но так и не установили. Сейчас это место называется Сквером революции, но ещё сохранилось в народе его второе название — Привокзальная площадь. Городские старожилы вспоминали, что ранее здесь проводились торжественные мероприятия: принимали в пионеры, отмечали последний звонок. Каждый раз перед молодёжью выступал пожилой человек, который помнил события Гражданской войны. По его рассказам, памятник стоит на месте ямы на месте расстрела красноармейцев белогвардейцами.
На месте сквера, за нынешней остановкой «Вокзал», стояли два рубленых двухэтажных жилых дома. В них проживали сотрудники дома отдыха железнодорожников. Дома строились ещё до Великой Отечественной войны. В военные годы в этих домах размещался госпиталь. После войны они стали обычными жилыми домами. При сносе финских посёлков и строительстве многоэтажного Привокзального района были снесены и эти две двухэтажки.
В 1961 году во Втором Финском посёлке открылась школа № 46. Новая школа разгрузила 51-ю.
Финские посёлки просуществовали до 1980-х годов, после чего были полностью застроены кварталами многоэтажных домов современного Привокзального района. Первый и Второй Финские посёлки просуществовали дольше других — остальные посёлки Свердловска-44 (кроме Четвёртого Зелёного посёлка, существующего и сегодня) уже не существовали.